# Currie Cup (1992)
Currie Cup 1992 – pięćdziesiąta czwarta edycja Currie Cup, najwyższego poziomu rozgrywek w rugby union w Południowej Afryce.

## Finał
|  | Transvaal | 13:14 | Natal | Ellis Park, Johannesburg Sędzia: Freek Burger |
|  |           | 13:14 |       | Ellis Park, Johannesburg Sędzia: Freek Burger |